# Кинсеаньера
Кинсеаньера (исп. Quinceañera, «исп. quince» — «15», «исп. añera» — «лет».) — в странах Латинской Америки возраст совершеннолетия девочек, символизирующий переход от подросткового возраста к взрослой жизни. Кинсеаньера празднуется в день пятнадцатилетия.

## Празднование
Отец вводит именинницу под руку в помещение через главную дверь, где друзья или родственники (мужчины) дарят девушке цветы (как правило, розы). Затем мужчины поочередно приглашают её на танец. В перерывах между партиями устраивают различные развлечения и пир. Особое значение имеет церемония дарения девушкой пятнадцати свечей, которые она преподносит пятнадцати людям: близким и лучшим друзьям, а также сопровождавшим её в течение её детства. Также есть традиция, в ходе которой именинница снимает лодочки, в которых пришла изначально, и надевает туфли с каблуками. Это символизирует то, что девушка переходит во взрослый мир. Церемония заканчивается шумной фиестой.
Социальное значение обычая так велико, что даже бедные семьи склонны щедро тратиться на кинсеаньера дочери. Мероприятие может стоить столько же, сколько годовая заработная плата, и многие берут в долг, чтобы заплатить за него.